# La Puerta (Hidalgo)
La Puerta es una localidad de México perteneciente al municipio de Francisco I. Madero en el estado de Hidalgo.

## Geografía
A la localidad le corresponden las coordenadas geográficas 20° 15’ 10” de latitud norte y 99° 7’ 0” de longitud oeste, con una altitud de 1977 m s. n. m. Se encuentra a una distancia aproximada de 3.04 kilómetros al oeste de la cabecera municipal, Tepatepec.
En cuanto a fisiografía se encuentra dentro de las provincia del Eje Neovolcánico, dentro de la subprovincia de Llanuras y Sierras de Querétaro e Hidalgo; su terreno es de llanura y lomerío. En lo que respecta a la hidrografía se encuentra posicionado en la región del río Panuco, dentro de la cuenca del río Moctezuma, en la frontera de las subcuencas del río Actopan. Cuenta con un clima semiseco templado.

## Demografía
En 2020 registró una población de 680 personas, lo que corresponde al 1.88 % de la población municipal. De los cuales 313 son hombres y 367 son mujeres. Tiene 148 viviendas particulares habitadas.
| Gráfica de evolución demográfica de La Puerta entre 1940 y 2020                              |
|                                                                                              |
| Población de los censos y conteos del Instituto Nacional de Estadística y Geografía (INEGI). |

## Economía
La localidad tiene un grado de marginación medio y un grado de rezago social muy bajo.